# PeerIndex
 PeerIndex  (englisch peer: schauen, spähen, starren) ist ein in London, Großbritannien, beheimatetes Unternehmen, welches auf der Grundlage der Analyse von sozialen Netzwerken (zum Beispiel: Twitter und Facebook) basierendes Rating von Nutzern erstellt (Reputation).
PeerIndex ist Klout sehr ähnlich und das System wird derzeit in einer Beta-Version betrieben. Gründer: Azeem Azhar, Ditlev Schwanenflügel und Bill Emmott.
Es handelt sich somit um einen weitgehend vollautomatischen elektronischen Dienst zur Messung der Online-Reputation von Personen. Die Algorithmen, nach denen PeerIndex die Reputation einer Person erstellt, sind nicht öffentlich.

## PeerIndex
Die Skala von PeerIndex (PeerIndex Score) reicht von 1 bis 100 und soll die „Online-Reputation“ einer Person wiedergegeben und dokumentieren (Höchstwert 100). Beispiel: Barack Obama hat einen PeerIndex von 83. Michelle Obama einen PeerIndex von 91. Einer der Gründer von PeerIndex, Azeem Azhar (CEO von PeerIndex), einen Score von 68.

## Methode
PeerIndex wertet unter anderem angeblich die Freundeszahl, die Aktivitäten und Anzahl der Weiterempfehlungen in unterschiedlichen sozialen Netzwerken aus. Je weniger Aktivitäten und je geringer die Reaktion auf diese Aktivitäten, umso geringer fällt der PeerIndex aus. Auch die Registrierung auf PeerIndex und Anzahl der gemeinsamen Kontakte, die auf PeerIndex gelistet sind, soll maßgeblichen Einfluss auf den Score haben.
Inwieweit Suchmaschinen in Zukunft das Soziale Netzwerk und PeerIndex oder Klout als Relevanzgeber auch für die eigenen Scores heranziehen werden, ist noch nicht absehbar.

## PeerPerks
PeerPerks sind Belohnungen für soziale Aktivitäten (Slogan PeerIndex: „Rewards for being social“). Interessierte Unternehmen können besonders für sie attraktive Anwender mit Rabatten, Verlosungen und anderen Spezialangeboten beschenken und wollen vermutlich auf diesem Weg vom hohen sozialen Status dieser Anwender im Internet profitieren. Diese Angebote richten sich derzeit noch vor allem an Anwender in Großbritannien und USA.

## Kritik
- Durch die Messung der Quantität der Aktivitäten in sozialen Netzwerken durch PeerIndex wird die Qualität weitgehend außer Acht gelassen.
- PeerIndex misst auch den Score von nicht angemeldeten Personen.[7]
- Durch PeerIndex werden auch nichtexistente Personen (Pseudonym), sofern diese im Netz aufscheinen, bewertet. Eine Pseudepigraphie wird von PeerIndex nicht erkannt. Die Anmeldung bei PeerIndex erfolgt einzig mit einer funktionierenden E-Mail-Adresse oder über ein Soziales Netzwerk, welche jedoch nicht personenbezogen verifiziert wird.
- Aufgrund der unbekannten Wertungen sowie der Ausrichtung vor allem auf das englischsprachige Netz (UK und USA), ist PeerIndex nicht repräsentativ für die reale Reputation einer Person in der Internet-Gemeinschaft.[2]
- PeerIndex ist ein Diensteanbieter im Sinne der europäischen Richtlinie 2000/31/EG. PeerIndex veröffentlicht auf der Website „PeerIndex.com“ keine Angaben, die es dem Nutzer ermöglichen, schnell mit dem Diensteanbieter Kontakt aufzunehmen und unmittelbar und effizient mit ihm zu kommunizieren (zum Beispiel zur Rechtsform des Unternehmens, verantwortliche Leitung, Aufsichtsbehörde, Firmenbuchnummer etc.) und gibt erst seit dem Frühjahr 2013 eine physische Anschrift bekannt.[8]